# ویلیام اینج
ویلیام اینج (به انگلیسی: William Motter Inge) فیلم‌نامه‌نویس و نمایشنامه‌نویس مشهور آمریکایی است.

## زندگی‌نامه
ویلیام موتِر اینج نمایشنامه‌نویس و فیلم‌نامه‌نویس آمریکایی در سوم ماه مه ۱۹۱۳ در ایندیپِندنس واقع در ایالت کانزاس به دنیا آمد. او کار تئاتر را از همان ابتدا و با شرکت در گروه‌های تئاتری مدرسه و کلاس‌های تابستانی آغاز کرد. او تحصیلاتش را در دانشگاه کانزاس و کالج ایالتی آیووا دنبال نمود و در سال ۱۹۳۷ فارغ‌التحصیل شد. در طی سالهای ۱۹۳۷ تا ۱۹۴۳ به شغل آموزگاری پرداخت. مدتی به نوشتن نقد تئاتر و فیلم روی آورد و از سال ۱۹۴۶ تا ۱۹۴۹ در دانشگاه واشینگتن مدرس ادبیات انگلیسی بود. او نمایشنامه‌نویسی را از سال ۱۹۴۷ به صورت جدی دنبال نمود. شهرت اینج بیشتر به لحاظ نگارش نمایشنامه‌ها و فیلمنامه‌هایی است که با نگاهی واقع‌گرا همراه با مفاهیم فرعی تمثیلی، مسائل خانوادگی و عاطفی انسان‌ها به رشته تحریر درآمده‌اند. علی‌رغم انتقاد برخی از منتقدان از آثار او، گروه بسیاری از آن‌ها اینج را به عنوان یکی از بهترین، حساس‌ترین و باهوش‌ترین نمایشنامه‌نویسان معاصر آمریکایی می‌شناسند.
هنگامی که در سال ۱۹۵۰ تئاتر گیلد نمایشنامه جذاب «سبای کوچک، بازگرد» را برای تماشاگرانِ برادوِی به روی صحنه آورد، ویلیام اینج حکمرانی خود را به عنوان یکی از برجسته‌ترین نمایشنامه‌نویسان آمریکا آغاز کرد.

در سال ۱۹۵۳ او این موفقیت را دوباره با نمایشنامه «پیک‌نیک» تکرار کرد، نمایشنامه‌ای که دو جایزه مهم «پولیتزر» و «مجمع منتقدان تئاتر نیویورک» را برای او به ارمغان آورد. در شب افتتاحیه این نمایش در برادوِی، منتقد معروف «ریچارد واتزِ پسر» نوشت :
«اثر جدید ویلیام اینج، همان‌گونه که ما از وی انتظار داشتیم، قدرت، شناخت، احساس و درک و استعداد او را در بررسی مسائل بشری آشکار ساخت. ما با نمایشنامه‌نویسی مواجه‌ایم که می‌داند چطور رفتارها، تفکرات و گفته‌های آدم‌ها را به رشته تحریر درآورد، کسی که می‌تواند احساسات آدم‌های شهر کوچک کانزاس را بازسازی کند و قادر است که صحنه‌هایی سرشار از سرزندگی و شور و نشاط بیافریند. در وجود این نمایشنامه‌نویسِ تازه‌کار، احساس حقیقی غم و حیرت از زندگی در این جهان، تبلور یافته است».
در ۱۹۵۵ ویلیام اینج با نمایشنامه «ایستگاه اتوبوس» حلقه‌ای دیگر به زنجیرة موفقیت‌هایش افزود، و دو سال بعد «تاریکی در بالای راه‌پله» ـ بازنویسی مجددی از اولین اثر نمایشی خود، «فراتر از بهشت» که خانم مارگو جونز در سال ۱۹۴۷ در تئاتر شهر دالاس آن را اجرا کرده بود. ـ به عنوان پژوهشی عمیقاً دردناک و تأثربرانگیز در مورد روابط خانوادگی، مورد استقبال رسانه‌ها و عموم مردم قرار گرفت. اگرچه کار بعدی وی نوعی خودنگاری محسوب می‌شد، اما محل وقوع نمایش را از کانزاس ـ جایی که او در سال ۱۹۱۳ در آن متولد شده بود ـ به اوکلاهاما منتقل نمود.
ویلیام اینج به عنوان یکی از نمایشنامه‌نویسان بسیار باهوش و حساس سال‌های میانی قرن بیستم، همگام با دیگران، با درکی درست و با ابداع و خلق آثاری چون «دوران درخشان سنت لوییس» برای تماشاگران صحنه و بینندگان تلویزیونی و «شکوه علفزار» برای مخاطبان سینما که جایزه اسکار را از آن خود ساخت، تسلط خود را در این زمینه نیز آشکار نمود. علاوه بر آثار یادشده، از دیگر آثار صحنه‌ای او می‌توان به «مردم در باد»، «پژمردن گل‌های سرخ»، «باس رایلی به شهر بازمی‌گردد»، «عشق طبیعی» و «پدر کجاست؟» اشاره کرد.
اینج افزون بر آثار بلند خود، چندین نمایشنامه کوتاه نیز نگاشته است که از آن میان می‌توان «تماس»، «برای بوبو لینک، به خاطر روحش»، «انهدام» و «پسری در زیرزمین» را نام برد. همچنین بسیاری از آثار او به فیلم درآمده و مورد استقبال عمومی نیز واقع شدند.
ویلیام اینج با خلق آثاری انسانی و تلاش در جهت کشف پیچیدگی‌های روانِ بشری، نام خود را در ادبیات نمایشی جهان جاودان ساخت و بالاخره در سال ۱۹۷۳ و در سن شصت سالگی چشم از جهان فروبست.